# PGC 45372
LEDA/PGC 45372, auch UGC 8201, ist eine irreguläre Zwerggalaxie vom Hubble-Typ im Sternbild Drache am Nordsternhimmel. Sie ist schätzungsweise 7 Millionen Lichtjahre von der Milchstraße entfernt. Wie die meisten Zwerggalaxien ist sie Mitglied einer größeren Gruppe von Galaxien. In diesem Fall ist UCG 8201 Teil der Galaxiengruppe M81.